# Нуриев, Самир Рафиг оглы
Самир Рафиг оглы Нуриев (азерб. Samir Rafiq oğlu Nuriyev, род. 9 марта 1975, Баку) — азербайджанский государственный деятель. Глава Администрации Президента Азербайджана. Входил в состав Кабинета министров Азербайджана, как председатель Государственного комитета градостроительства и архитектуры Азербайджана (2018—2019).

## Биография
Родился в Баку 9 марта 1975 года. В 1991 году поступил в Азербайджанский технический университет на факультет инженерного бизнеса и менеджмента по специальности «инженер-экономист», который окончил с отличием в 1996 году. В 2003—2005 годах продолжил образование получив степень магистра по специальности «Международная политика развития» в Университете Дьюка (США).

### Карьера
В 1996—2003 годах работал на должности экономиста, менеджера по маркетингу и координатора проектов. Также в 2000—2001 годах работал в качестве бизнес-консультанта в азербайджанском офисе Программы развития ООН.
В 2006 году назначен на должность директора Департамента развития предпринимательства Министерства экономического развития.
В 2009 году назначен на должность заместителя начальника Управления Государственного историко-архитектурного заповедника «Ичеришехер». В 2013 году назначен главой этого управления.
12 апреля 2016 года назначен на должность директора Государственного агентства жилищного строительства Азербайджана. 14 февраля 2018 года назначен председателем правления Государственного агентства жилищного строительства Азербайджана.
Член Кабинета министров Азербайджана, как председатель Государственного комитета градостроительства и архитектуры Азербайджана (21 апреля 2018 — 1 ноября 2019).
Руководитель Администрации президента Азербайджанской Республики (с 1 ноября 2019).
15 сентября 2020 года избран председателем Комиссии по борьбе с коррупцией.